# 庚酸群勃龙
庚酸群勃龙（商品名有：Trenabol）是一种有机化合物，分子式C25H34O3，为群勃龙的17β庚酸酯，属于雄激素酯药物。